# Tonya Washington
LaTonya Felicia Washington, coniugata Massaline, detta Tonya (Opp, 30 dicembre 1977), è un'ex cestista statunitense, professionista nella WNBA.

## Carriera
È stata selezionata dalle Washington Mystics al secondo giro del Draft WNBA 2000 (18ª scelta assoluta).